# Gerd Lochmann
Gerd Erhard Arthur Lochmann (* 3. April 1948; † 24. Dezember 2022) war ein deutscher Kugelstoßer, der für die DDR startete.

## Leben
Lochmann erlernte den Beruf des Betonfacharbeiters. Er war Angehöriger der Deutschen Volkspolizei und Mitglied im SC Dynamo Berlin.
Bei den Leichtathletik-Halleneuropameisterschaften gewann er 1973 in Rotterdam und 1976 in München Silber.
1973 wurde er DDR-Hallenmeister, 1976 DDR-Hallenvizemeister. 1975 wurde er im Freien bei der DDR-Meisterschaft Dritter.

## Persönliche Bestleistungen
- Kugelstoßen: 20,18 m, 23. August 1972, Berlin
- Halle: 20,41 m, 24. Februar 1973, Senftenberg